# ロッキー (映画)
『ロッキー』（原題: Rocky）は、1976年製作のアメリカ合衆国のスポーツ映画。配給会社はユナイテッド・アーティスツで、監督はジョン・G・アヴィルドセン。主演・脚本はシルヴェスター・スタローン。
第49回アカデミー賞の作品賞・監督賞・編集賞ならびに第34回ゴールデングローブ賞ドラマ作品賞受賞作品。また、2006年に米国連邦議会図書館がアメリカ国立フィルム登録簿に新規登録した作品の中の1つである。
その後の物語を描く続編が製作されており、『ロッキー2』、『ロッキー3』、『ロッキー4/炎の友情』、『ロッキー5/最後のドラマ』、『ロッキー・ザ・ファイナル』とシリーズ化された。また、アポロの遺児アドニスが主人公のスピンオフ『クリード チャンプを継ぐ男』、『クリード 炎の宿敵』、『クリード 過去の逆襲』が製作されている。
シルヴェスター・スタローンの代表作の一つとなる。

## ストーリー
プロローグ
アメリカの建国200年を目前に控えていた1975年。フィラデルフィアに暮らす三流ボクサー ロッキー・バルボアは本業のボクシングによる賞金だけでは生活していくことができず、知人である高利貸しの取立人を請け負いながら日銭を稼ぐというヤクザな生活を送っていた。素質はあるのにこれといった努力もせず、所属するボクシングジムのトレーナーであるミッキーからもその落ちぶれた様に愛想を尽かされ追い出されてしまう。
そんな自堕落な生活を送っていたロッキーにも生きがいがあった。近所のペットショップで働く女性 エイドリアンの存在である。ロッキーは、精肉工場で働く親友ポーリーの妹であるエイドリアンに恋心を抱き、毎日ペットショップへ足を運んでは話しかけるものの、内気で人見知りが激しいエイドリアンはなかなか打ち解けない。そんな妹に好意を寄せているロッキーを、ポーリーは奇異に思いながらも感謝していた。ロッキーとエイドリアンは不器用ながら距離を縮めてゆき、やがてお互いになくてはならない存在になっていく。

世界チャンピオンからの抜擢
そんなある日、建国200年祭のイベントの一環として開催される世界ヘビー級タイトルマッチで、世界チャンピオンであるアポロ・クリードの対戦相手が負傷。プロモーターらは代役探しに奔走するが、そんな時アポロが「全くの無名選手と戦うというのはどうだ?」とアイデアを出す。無名選手にアメリカン・ドリームを体現させることで世間の話題を集め、自身の懐の深さを知らしめようという算段である。
そしてアポロは、ロッキーが「イタリアの種馬」（Italian Stallion）というユニークなニックネームをもつというだけの理由で、対戦相手に指名する。スパーリングだと思っていたロッキーは驚いたが、両者の実力の差が歴然としていることから申し出を断る。人気獲得のためにも何とかして試合を開催したいアポロやプロモーターは、半ば強引にロッキーを説得、試合の開催を決定する。

過酷な特訓
スポンサーを名乗り出るポーリーや、自身の豊富な経験からマネージャーになることを希望するミッキー、そして1つの生きがいであるエイドリアンが、ロッキーに自分が決して孤独ではないことを気づかせた。「今の自分には確かに人生の目的や愛、支えてくれる人たちがいる」。今まで経験したこともないような過酷な特訓に励むロッキー、次第に高まる実力を実感し、フィラデルフィア博物館の階段を駆け上りながらガッツポーズをする。
試合前日の夜、「絶対に勝てない」とそれまで見せなかった弱音を吐くロッキー。心配するエイドリアンに「もし15ラウンドの最後までリングの上に立っていられたら、自分がただのゴロツキではないことが証明できる」と呟き、試合への意気込みを新たにする。

試合当日
そして試合当日、無名のボクサーと世界チャンピオンの対戦に賭け率は50対1でしかなかった。「心配せず待っていろ」と人見知りのエイドリアンを控え室に残し、リングに向かうロッキー。満員の観客の声援の中、ついにゴングが鳴った。余裕の笑顔で挑発を交えながら一方的に攻めるアポロに、防戦一方のロッキー。アポロの優勢は誰の目にも明らかであった。しかし、油断した隙をついて強烈なパンチを打ち込み、最初のダウンを奪ったのはロッキーだった。予想外の善戦に観客がどよめく中。アポロの顔からも余裕の笑みが消え、試合は真剣勝負となる。
その後も二人の激しい攻防が続き、観客の盛り上がりも最高潮に達していた。控え室に響くどよめきにいても立ってもいられず、エイドリアンも意を決して会場に姿を見せる。第14ラウンド、アポロの強烈なパンチを受けたロッキーのダウンは致命的かと思われた。思わず顔をそむけるエイドリアン、もう起き上がるなと指示するミッキー、KO勝ちを確信するアポロ。しかしロッキーはありったけの気力を振り絞って必死に立ち上がり、不屈の闘志を剥き出しにして再びアポロに向かっていく。

最終ラウンド
最終ラウンドを迎え、場内にはロッキーコールが巻き起こる。序盤からのロッキーのボディーブローが次第に効果を表し、脇腹を庇うアポロは防戦一方、猛ラッシュによろめくチャンピオンを辛うじてゴングが救い、試合は判定に縺れ込んだ。会場は興奮のるつぼ、リングには報道陣が詰めかけ何本ものマイクが向けられるが、傷付き疲れ果てたロッキーは彼らのことなど目に入っていなかった、渾身の力を振り絞り愛する人の名を叫ぶロッキー。エイドリアンも必死にロッキーの名を呼びながら観客の波を掻き分けてリングへと向かう。
ジャッジが割れたことを前置きして告げられた判定結果は、僅差でチャンピオンの勝利であった。飛び上がって喜ぶアポロ。しかしロッキーにとってもう勝敗など関係なかった。リングサイドではポーリーが警備員を押しのけてエイドリアンの行く道を開けていた。しっかりと抱き合う二人「アイラブユー、ロッキー！！」「アイラブユー、エイドリアン！！」。ロッキーは昨日までの自分に、そして「人生」という敵に打ち勝ったのだ。

## 登場人物
ロッキー・バルボア（Rocky Balboa）
演 - シルヴェスター・スタローン
本作の主人公。ペンシルベニア州フィラデルフィアの小さなアパートで暮らすボクサー。15歳からボクシングを始めているが、芽は出ず、30歳になっても賭けボクシングの賞金だけでの生計を立てられなかった。そのため、闇金融を営むガッツォの元で取立てを行う。しかし根が優しいことが災いしてか、借金を踏み倒そうとする者を責め切れない。また、近所のペットショップで働くエイドリアンに恋心を抱いており、彼女を振り向かせようとするが、不器用な性格からいまひとつ想いを伝え切れずにいる。本名はロバート・バルボア。ニックネームは「イタリアの種馬（Italian Stallion）」。戦績は本作冒頭の時点で64戦44勝38KO20敗。
エイドリアン（Adrian Pennino）
演 - タリア・シャイア
本作のヒロイン。 ロッキーが通うボクシングジムの近くにあるペットショップで働いている、人見知りの激しい女性。極端な恥ずかしがり屋で、男性とはまともに目を見て話すこともできない。
ポーリー（Paulie）
演 - バート・ヤング
エイドリアンの兄でありロッキーの親友。精肉工場で働いているがその収入に満足できないらしく、ロッキーにガッツォの元で働かせてくれるように持ちかける。自らも冴えない男でありながら、いつまでも独りで暮らす妹のエイドリアンを散々罵倒し、彼女に好意を抱くロッキーを奇異に思いながらも感謝している。
ミッキー（Mickey Goldmill）
演 - バージェス・メレディス
1920年代初頭バンタム級の世界チャンピオン。引退後はジムを経営し、そこで10年前にロッキーと出会いボクシングを教えるも、結果を出せないうえに自堕落な生活を送る彼に業を煮やし「お前は傷んだトマトだ」と罵り、育成を放棄してしまう。本作では言及されることはないが、続編における彼の葬儀で、墓標にダビデの星が刻まれていたことからユダヤ系であると考えられる。
アポロ・クリード（Apollo Creed）
演 - カール・ウェザース
現在の世界ヘビー級チャンピオンで、口汚いが本物の実力を持っている。自分の知名度を上げるため、無名のボクサーにチャンピオンへの挑戦権を与える。
トニー・ガッツォ（Tony Gazzo）
演 - ジョー・スピネル
ロッキーの知人で高利貸し。ことのほかロッキーを気に入り、食い扶持がないロッキーを取り立て屋として雇っている。

## キャスト
| 役名               | 俳優                       | 日本語吹き替え | 日本語吹き替え |
| 役名               | 俳優                       | TBS版 （追加収録） |                |
| ------------------ | -------------------------- | --- | -------------- |
| ロッキー・バルボア | シルヴェスター・スタローン | 羽佐間道夫 |                |
| エイドリアン       | タリア・シャイア           | 松金よね子 |                |
| ポーリー           | バート・ヤング             | 富田耕生 |                |
| ミッキー           | バージェス・メレディス     | 千葉耕市 （槐柳二） |                |
| アポロ・クリード   | カール・ウェザース         | 内海賢二 |                |
| デューク           | トニー・バートン           | 増岡弘 |                |
| トニー・ガッツォ   | ジョー・スピネル           | 増岡弘 （長克巳） |                |
| スパイダー・リコ   | ペドロ・ラヴェル           | 郷里大輔 |                |
| 実況キャスター     | ストゥ・ネイハン           | 糸博 |                |
| コメンテーター     | ビル・ボールドウィン       | 村松康雄 |                |
| 不明 その他        |                            | 大久保正信 安田隆 峰恵研 緒方賢一 鈴木れい子 秋元羊介 広瀬正志 喜多川拓郎 滝沢博子 鈴木三枝 島田敏 古田信幸 羽村京子 小野健一 伊井篤史 追加録音版キャスト 長嶝高士 真地勇志 川上とも子 佐々木梅治 |                |
|                    |                            | |                |
| 演出               | 演出                       | 伊達康将 （鍛治谷功） |                |
| 翻訳               | 翻訳                       | 木原たけし （平田勝茂） |                |
| 効果               | 効果                       | 遠藤堯雄 桜井俊哉 |                |
| 調整               | 調整                       | 丹波晴道 |                |
| 制作               | 制作                       | 東北新社 |                |
| 解説               | 解説                       | 荻昌弘 |                |
| 初回放送           | 初回放送                   | 1983年10月3日 『月曜ロードショー』 21:02-23:24 本編ノーカット放送 |                |

- TBS版吹替はDVD/BD収録時に初回放送ノーカット版を発見できず、再放送短縮版に追加録音して収録していたが、その後ノーカット版が発見され、2017年6月29日にイマジカBSで『ロッキー』日本公開40周年記念特集の一環で放送された[4]。

### 地上波放送履歴
| 回数  | テレビ局   | 番組名             | 放送日         | 放送時間      | 放送分数 | 放送形態       |
| ----- | ---------- | ------------------ | -------------- | ------------- | -------- | -------------- |
| 初回  | TBS        | 月曜ロードショー   | 1983年10月3日  | 21:02 - 23:24 | 142分    | 本編ノーカット |
| 2回目 | TBS        | 月曜ロードショー   | 1985年3月4日   | 21:02 - 23:24 | 142分    | 本編ノーカット |
| 3回目 | TBS        | 月曜ロードショー   | 1986年7月28日  | 21:02 - 22:54 | 112分    |                |
| 4回目 | TBS        | 月曜ロードショー   | 1987年10月27日 | 21:02 - 22:54 | 112分    |                |
| 5回目 | テレビ東京 | 木曜洋画劇場       | 1996年9月12日  | 21:02 - 22:54 | 112分    |                |
| 6回目 | テレビ東京 | 午後のロードショー | 2003年8月4日   | 13:30-15:30   | 120分    |                |
| 7回目 | テレビ東京 | 午後のロードショー | 2011年8月29日  | 13:35-15:35   | 120分    |                |

## 製作
当時、映画のオーディションに50回以上落選していたスタローンは、ポルノ映画への出演や用心棒などで日々の生活費を稼いでいた。長い極貧生活を送っていたある日、彼はテレビで世界ヘビー級タイトルマッチ「モハメド・アリ対チャック・ウェプナー」戦を観戦した。アリは当時世界最強と言われていたのに対し、ウェプナーはスタローン同様、繰り返す転職の中で日銭を稼いでいた。誰が見ても勝ち目がないウェプナーであったが、予想外の善戦を展開。試合はアリが勝利したものの、ウェプナーの繰り出したパンチがアリのわき腹を直撃しダウンを奪い、対戦後に「二度と対戦したくない」と言わしめた。スタローンは「アリをダウンさせたその瞬間、ウェプナーは偉大なボクサーとなり人々の心に永遠に刻まれる」と感じ、この出来事を基にわずか3日で脚本を書き上げ、プロダクションに売り込んだ。
しかし、当初のエンディングは「試合前にミッキーが歪んだ人種差別的思想を表し、それに失望したロッキーが試合を放棄して会場を去る」という、当時アメリカで隆盛を極めていたアメリカン・ニューシネマと呼ばれるジャンルの流れを汲む陰鬱なものであった。これを当時の妻・サーシャが読んで「私はこんなロッキー嫌いよ」と述べたため、ハッピーエンドに変更している。
プロダクションはその脚本を気に入り7万5千ドルという当時の脚本料としては破格の値をつけたものの、製作の条件として「主演にポール・ニューマン、ロバート・レッドフォード、アル・パチーノといった有名スターを起用する」ことを挙げて譲らなかった。それに対して「貧乏とは上手く付き合うことができる」スタローンも脚本料に目を眩ませず、自分が主演を兼任することに徹底的にこだわった。結果として、双方の長きに亘る交渉の末、
- ギャランティーに関しては、監督は普段の半分、スタローンは俳優組合が定める最低金額、プロデューサーはなし。
- 制作費はテレビシリーズ1本分（約100万ドル）。
- 36万ドルまで高騰した脚本料を2万ドルに減額。

という条件の下で製作が開始された。
これらの話は映画を宣伝するためのほぼ完全な作り話であり、実際にはUAとスタローンの間に1度も話し合いは行われていない。予算100万ドル以下の映画はプロデューサーが決定権を持っており、UAの誰もスタローンと会ったことはなかった。「失敗しても、テレビに販売すれば損失をカバーできる」とUAには報告された。プロデューサーの報酬も10万ドルが支払われている。

### 撮影
ステディカムを本格的に導入した、その最初期の著名な作品としても知られる。フィラデルフィア美術館前庭の階段、いわゆるロッキー・ステップをロッキーが駆け上がるシーンなどがその代表である。
観客役のエキストラを「フライドチキンを配布する」というチラシで募集した。ほとんどが素人のため、撮影最終盤では統制を保てず、予定していたラストシーン（興奮した観客がロッキーを担いでいくというもの）を撮影できなかった。また、メイク代を節約するために、負傷したロッキーの特殊メイクを少しずつはがしていくことで、最終ラウンドから第一ラウンドへと逆方向に撮影する変則的なやりかたをとった。
エキストラやカメオには、節約のためスタローンの家族や友人達が出演している。弟のフランク・スタローンは序盤に登場する街頭で歌を歌って屯する若者達の一員として、父のフランク・スタローン・シニアはゴングを叩く役として出演した。スタローンの愛犬・バッカスも出演している。その他、ジョー・フレージャーが本人役としてカメオ出演している。当時のスタローンの妻サーシャはスチル写真のカメラマンとして参加した。
当初撮られたラストシーンは、全く違うものだった。それは、戦いを終えたロッキーが1人控室に戻ると、そこで待っていたエイドリアンが小さな星条旗を取り出しロッキーに手渡す。そして2人だけで静かに裏口から会場の外に出て行くというものであったが、正式公開には至らなかった。なお、この没シーンの二人の後ろ姿を使った静かな印象のポスターが作られ、公開時の宣伝として日米で実際に使われた。しかしそのラストシーン収録の3か月後、激闘を戦い抜いたロッキーが「エイドリアン!」と叫び、リング上でエイドリアンと熱い抱擁を交わすシーンが新たに撮影され、この華やかで印象的なラストシーンが正式なものとなった。

### スタッフ
- 監督：ジョン・G・アヴィルドセン
- 脚本：シルヴェスター・スタローン
- 音楽：ビル・コンティ
- 撮影：ジェームズ・グレイブ
- プロデューサー：アーウィン・ウィンクラー/ロバート・チャートフ
- 編集：リチャード・ハルシー
- 日本語字幕：高瀬鎮夫[6]

## 反響
製作後、スタローンは母を伴って映画監督を招いた試写会を開いたが、監督達は全くの無反応で、終了すると足早に退席した。これに深く失望したスタローンは母に「僕はやるだけやったよ」と答え、帰ろうと席を立った。すると、出口前で退席した監督達が集まっており、万雷の拍手で迎えられたのでスタローンはとても感動したという。
公開当初、無名俳優の書いた脚本をB級映画出身の監督が製作するという背景から、作品に対する周囲の視線は冷ややかだったが、映画は観客の心を掴み、瞬く間に全米だけで1億ドルの興行収入を記録。同年の第49回アカデミー賞で作品賞を獲得するなど、国内外の映画賞において群を抜く数の映画賞を受賞した。
主人公ロッキーが、生き甲斐を持てずに彷徨い続ける日々から一夜にして栄光を掴んだように、主演と脚本を担当したスタローンも、全くの無名俳優から、本作の大ヒットで一躍スターダムに上り詰めるという、二重写しの快挙となった。

## 評価
うだつの上がらない、不器用で口は悪くも根は優しいロッキーと、ボクシングジムのトレーナーであるミッキー、親友のポーリー、そしてポーリーの妹で後に恋人となるエイドリアンらが織り成す人情悲喜劇としての味わいや、ビル・コンティ作曲の 『ロッキーのテーマ』が多くの観客の心を掴んだ。
低予算での製作であり、主人公であるロッキーさながら、限られた条件の下、やれることはなんでもやったといった風な力作で、それが映画の世界観にとっては好結果となっている。
公開当時、アメリカの映画界はベトナム戦争への軍事介入を機に台頭したアメリカン・ニューシネマにより、ハッピーエンドを否定する作品や、英雄を描かない作品が最盛を極めていた。しかし本作と『スター・ウォーズ』の大ヒットにより、「個人の可能性」「アメリカン・ドリーム」への憧憬を再燃させ、アメリカン・ニューシネマの終焉を決定的なものとした。
キネマ旬報では、委員選出、読者選出共に外国語映画で1位となった。

### 受賞とノミネート
| 映画賞                       | 部門                         | 候補者                                                                                    | 結果       |
| ---------------------------- | ---------------------------- | ----------------------------------------------------------------------------------------- | ---------- |
| アカデミー賞                 | 作品賞                       | アーウィン・ウィンクラー、ロバート・チャートフ                                            | 受賞       |
| アカデミー賞                 | 監督賞                       | ジョン・G・アヴィルドセン                                                                 | 受賞       |
| アカデミー賞                 | 主演男優賞                   | シルヴェスター・スタローン                                                                | ノミネート |
| アカデミー賞                 | 主演女優賞                   | タリア・シャイア                                                                          | ノミネート |
| アカデミー賞                 | 助演男優賞                   | バージェス・メレディス                                                                    | ノミネート |
| アカデミー賞                 | 助演男優賞                   | バート・ヤング                                                                            | ノミネート |
| アカデミー賞                 | 脚本賞                       | シルヴェスター・スタローン                                                                | ノミネート |
| アカデミー賞                 | 歌曲賞                       | ビル・コンティ、キャロル・コナーズ、エイン・ロビンス                                      | ノミネート |
| アカデミー賞                 | 音響賞                       | バド・アルパー、ハリー・ウォレン・テトリック ウィリアム・マッコーイ、ライル・バーブリッジ | ノミネート |
| アカデミー賞                 | 編集賞                       | リチャード・ハルシー、スコット・コンラッド                                                | 受賞       |
| 英国アカデミー賞             | 作品賞                       | アーウィン・ウィンクラー、ロバート・チャートフ                                            | ノミネート |
| 英国アカデミー賞             | 監督賞                       | ジョン・G・アヴィルドセン                                                                 | ノミネート |
| 英国アカデミー賞             | 主演男優賞                   | シルヴェスター・スタローン                                                                | ノミネート |
| 英国アカデミー賞             | オリジナル脚本賞             | シルヴェスター・スタローン                                                                | ノミネート |
| 全米映画歴史研究家協会賞     | 最優秀主演男優賞             | シルヴェスター・スタローン                                                                | 受賞       |
| ダビッド・ディ・ドナテロ賞   | 外国映画部門最優秀男優演技賞 | シルヴェスター・スタローン                                                                | 受賞       |
| ゴールデングローブ賞         | 作品賞 (ドラマ部門)          | 『ロッキー』                                                                              | 受賞       |
| ゴールデングローブ賞         | 監督賞                       | ジョン・G・アヴィルドセン                                                                 | ノミネート |
| ゴールデングローブ賞         | 主演男優賞 (ドラマ部門)      | シルヴェスター・スタローン                                                                | ノミネート |
| ゴールデングローブ賞         | 主演女優賞 (ドラマ部門)      | タリア・シャイア                                                                          | ノミネート |
| ゴールデングローブ賞         | 作曲賞                       | ビル・コンティ                                                                            | ノミネート |
| ゴールデングローブ賞         | 脚本賞                       | シルヴェスター・スタローン                                                                | ノミネート |
| ニューヨーク映画批評家協会賞 | 助演女優賞                   | タリア・シャイア                                                                          | 受賞       |
| ロサンゼルス映画批評家協会賞 | 作品賞                       | 『ロッキー』（『ネットワーク』との同時受賞）                                              | 受賞       |
| 日本アカデミー賞             | 最優秀外国作品賞             | 『ロッキー』                                                                              | 受賞       |
| ブルーリボン賞               | 外国作品賞                   | 『ロッキー』                                                                              | 受賞       |

## 関連作品・関連商品

### 舞台
- 『ロッキー・ミュージカル版』（2012年11月、ドイツ初演）[13]＊予定

### テレビゲーム
- ロッキー（セガ・マークIII、1987年4月19日、セガ）
- ROCKY（ロッキー）（PlayStation 2、2003年11月13日、サクセス）
- ロッキー レジェンド（Rocky Legends）（Xbox、2005年1月27日、ユービーアイソフト）

### パチンコ
- CRロッキー・ザ・ムービー（2005年8月、豊丸産業）
- CR Winning Rush with ROCKY（2012年4月、サンセイR&D）

### パチスロ
- ロッキー（2000年3月、高砂電器産業）
- ロッキー3（2000年7月、高砂電器産業）
- ロッキー1-30（2000年9月、高砂電器産業）
- ロッキー・バルボアG（2006年11月20日、ビスティ/フィールズ）

## テーマパーク
エイドリアンのペットショップは、ユニバーサル・スタジオ・ジャパンのニューヨーク・エリアで店舗の外見のみ再現されている。

## 影響

### シリーズ作品の音楽使用
『ロッキーのテーマ』を始め、シリーズの中で使用された音楽に対する評価は高く、以下のとおり様々な場面で使われている。
『ロッキーのテーマ』
- 格闘家・ボクサーの入場曲
  - 百田光雄：『ロッキーのテーマ』（メイナード・ファーガソン）
  - ジュニオール・ドス・サントス：『ロッキーのテーマ』
  - 清水智信：『ロッキーのテーマ』
- 東京ディズニーシーのミュージカルショー『オーバー・ザ・ウェイブ』（『ロッキーのテーマ』のイントロ）
- テレビ東京のクイズところ変れば!?でパーフェクト賞が出た時に『ロッキーのテーマ』が流れた。
- M-1グランプリで麒麟がロッキーのテーマを使った。ただし、DVDではその部分がカットされている。
- 『ロッキーのテーマ』が『TAXi2』の特別送迎車「コブラ」が披露されるシーンで使われている。
- プロ野球選手の大豊泰昭が阪神タイガース在籍時に登場曲として使用していたことがある。

『アイ・オブ・ザ・タイガー』(Eye of The Tiger)
サバイバー/シリーズ三作目。
- 格闘家・ボクサーの入場曲
  - 剛竜馬：『Eye of The Tiger』
  - 井岡一翔：『Eye of The Tiger』
  - 大東旭：『Eye of The Tiger』
- 元プロボクシング日本チャンピオン杉谷満を父に持つ北海道日本ハムファイターズの杉谷拳士が「Eye of The Tiger」を登場曲に使用している。
- TBSのオールスター感謝祭でも「Eye of The Tiger」等が使われている。
- 世界のプロレス(テレビ東京)のエンディングテーマとして使用された。
- アビスパ福岡のホームゲーム開催時、後半開始前に選手が入場する場面で「Eye of The Tiger」が使われている。

その他
- 格闘家・ボクサーの入場曲
  - 角田信朗：『CHALLENGE YOUR WAY』『HEARTS ON FIRE』（シリーズ四作目）
  - 菊田早苗：『HEARTS ON FIRE』（シリーズ四作目）
  - 髙田延彦:『Training Montage』（シリーズ四作目）
  - 亀田興毅：『Burning Heart』（Survivor/シリーズ四作目）
- 日本テレビのとんねるずの生でダラダラいかせて!!で定岡正二が石橋貴明と対決した際に、定岡の勝利時に「The Final Bell」が必ず流れた（定岡のリクエスト曲）。
- オリックス・ブルーウェーブ（当時）が1996年にパ・リーグ優勝、日本一を成し遂げた時に、本拠地のグリーンスタジアム神戸で「The Final Bell」をBGMに[注釈 6]当時の仰木彬監督を胴上げした。また「ロッキーのテーマ」は、高校野球の応援曲でも使われる。

## 補足
- スタローンは少年のころ、舞台となったフィラデルフィアに一時期住んでいた。当時両親が離婚し、自身も顔面の障害からくる劣等感に苛まれ、幸福とはいい難い少年期を過ごした思い出の町でもあった[7]。
- ロッキーの部屋には実在したイタリア系ボクサー、ロッキー・マルシアノの写真が飾られている。本作の主人公名が彼に由来しているかどうかは明らかでない。
- この作品の脚本を製作会社に売り込んでいたころのスタローンは、「セブンイレブンの前で愛犬リトル・ジミーを売らざるを得なかった」と、手元に106ドルしかなかった当時を振り返っている[14]。なお、2013年2月のShortlist誌に掲載されたインタビューによると、スタローンはその数週間後、ロッキーの脚本を売った金でリトル・ジミーを買い戻し、リトル・ジミーはロッキーの作中に出演したという。
- 精肉工場の牛肉をサンドバッグ代わりに叩くシーンは多くの人が真似するほどの有名なものとなったが、当のスタローンは肉を叩きすぎて手の骨を痛め、結果握り拳をテーブルに付けると隙間がないくらいに真っ平らに変形してしまった。
- エンド・ロールの最後に「この映画をジェーン・オリバーに捧ぐ」という一文が表示される。これは無名時代からのスタローンを支えたエージェントで、アカデミー賞授賞式直前に急死したジェーン・オリバーへの追悼を込めたものである。この追悼文は第5作『ロッキー5/最後のドラマ』まで恒例のものとなった。
- ロッキーのモデルとなったボクサー、チャック・ウェプナーもスタローンと同じニューヨークの出身である。
- アポロ・クルーズ役には本来、当時世界トップクラスの実力を誇った[注釈 7]プロボクサーのケン・ノートンが起用される予定だったが、急遽俳優のカール・ウェザースに変更された。ノートン自身は本作公開以前の1973年3月31日、元世界ヘビー級王者モハメド・アリと対戦している。戦前は無謀なマッチメイクと評されていた[注釈 8]が、12ラウンド判定勝ちの番狂わせを起こし、アリは第2Rでノートンのパンチを受けて顎を骨折していた。その後ノートンは「アリの顎を砕いた男」として名を馳せるという本作のロッキーさながらの経験を持つ人物である。
- 練習のシーンの撮影を市内でおこなった際、ステディカムを使った小規模の撮影クルーだったため映画のロケとは思われず、本物のボクサーと間違えた市民から声援を送られた。特に、ロードワークシーンでは、果物屋の店主がロッキーにオレンジを投げ渡す場面があるが、これはこの店主が、撮影中のスタローンを本物のボクサーと勘違いしたことで起こったハプニングであり、それをそのまま映画に使用している[15]。
- ロッキーが生卵を飲むシーンはアメリカの観客は悲鳴やブーイング飛び出た。海外の生卵は危険であり、食中毒の可能性もある。危険を承知で試合に挑むタフガイなボクサーと印象を強くする演出である。実際にスタローンはこの撮影を嫌がり、特別ボーナスを得た[16]。